# Шишкін Василь Іванович
Василь Іванович Шишкін (13 лютого 1914 — 22 листопада 1992) — радянський військовий льотчик, Герой Радянського Союзу (1942), в роки німецько-радянської війни командир ескадрильї 43-го винищувального авіаційного полку 16-ї авіаційної дивізії 21-ї армії Південно-Західного фронту.

## Біографія
Народився 13 лютого 1914 року в селі Бєлоє Далматовского району Курганської області в селянській родині. Росіянин. Член ВКП(б)/КПРС з 1938 року. Закінчив шість класів неповної середньої школи в рідному селі і деякий час працював у колгоспі, а потім поїхав до міста Свердловськ.
У 1931 році направлений на навчання у Пермську військову школу авіаційних техніків, по закінченні якої працював авіатехніком. Навчання продовжив у військовій школі льотчиків у місті Борисоглєбськ. З 1936 року до початку німецько-радянської війни служив у Київській авіаційній бригаді. Як один з найкращих льотчиків авіаційної бригади виконував фігури вищого пілотажу при зйомках фільмів «Винищувачі» і «Валерій Чкалов», де Василь Шишкін вів свій літак І-15 за відомого радянського льотчика Георгія Байдукова.
У боях радянсько-німецької війни з червня 1941 року. До лютого 1942 року ескадрилья В. І. Шишкіна знищила в бойових вильотах на штурмовку до 3 500 німецьких солдатів і офіцерів, близько 300 автомашин з боєприпасами і живою силою противника, 13 батарей польової і зенітної артилерії, 3 склади з боєприпасами, 3 переправи через Дніпро і багато іншої ворожої військової техніки. На рахунку командира до цього часу було більше 200 бойових вильотів і 12 збитих ворожих літаків.
Указом Президії Верховної Ради СРСР від 27 березня 1942 року за зразкове виконання бойових завдань командування по знищенню живої сили і техніки противника і проявлені при цьому мужність і героїзм капітану Василю Івановичу Шишкіну присвоєно звання Героя Радянського Союзу з врученням ордена Леніна і медалі «Золота Зірка» (№ 842).
Влітку 1942 року В. І. Шишкін під час боїв за Сталінград був призначений командиром 581-го винищувального авіаційного полку. У листопаді 1942 року йому був вручений літак, побудований на кошти зібрані колгоспниками Саратовської області. На цьому літаку В. І. Шишкін літав до кінця 1943 року і збив 12 ворожих літаків. Брав участь у Курській битві, воював на 1-му Білоруському фронті. До кінця війни на його рахунку було 520 бойових вильотів і 30 збитих ворожих літаків.

Могила Василя Шишкіна

Після закінчення війни В. І. Шишкін продовжив службу в Радянській армії. Десять років літав на реактивних винищувачах. У 1950 році закінчив Вищі офіцерські льотно-технічні курси. З 1956 року полковник В. І. Шишкін — в запасі. Жив і працював у Києві. Помер 22 листопада 1992 року. Похований у Києві на Міському кладовищі «Берківці».

## Нагороди, вшанування пам'яті
За героїзм, проявлений на фронтах радянсько-німецької війни, льотчик нагороджений двома орденами Леніна, п'ятьма орденами Червоного Прапора, орденами Суворова 3-го ступеня, Вітчизняної війни 1-го ступеня, Червоної Зірки, багатьма медалями.
У місті Далматово ім'ям Героя названа вулиця.